# Полтавська агломерація
Полтавська агломерація — агломерація з центром у місті Полтава. Простягається в долині річки Ворскла. Головні чинники створення і існування агломерації: давній культурний центр, перепуття головних транспортних шляхів, машинобудівна промисловість. Центр розвиненого сільськогосподарського району.
Складається:
- з міст обласного значення: Полтава.
- з районів: Полтавський район.

Приблизна статистика:
- Чисельність населення — 462,4 тис. осіб.
- Площа — 4 277 км².
- Густота населення — 108,1 осіб/км².